# Marcel Boldorf
Marcel Boldorf (* 27. Februar 1965 in Dudweiler) ist ein deutscher Historiker.
Marcel Boldorf wurde nach einem Studium der Geschichtswissenschaft an der Universität des Saarlandes, das er mit einem Magisterexamen 1992 abschloss, 1996 an der Universität Mannheim promoviert und 2003 am selben Ort habilitiert. Nach Stationen an den Universitäten Bochum, Saarbrücken, München, an der Humboldt-Universität Berlin, Frankfurt (Oder) und Köln hat er eine Professur für Deutsche Geschichte und Kultur an der Universität Lyon 2 Lumière inne.
Sein Forschungsgebiet ist die Wirtschaftsgeschichte im 19. und 20. Jahrhundert.

## Schriften (Auswahl)
- Deutsche Wirtschaft und Politik. Vom Kaiserreich bis ins 21. Jahrhundert. Wissenschaftliche Buchgesellschaft, Darmstadt 2018.
- Governance in der Planwirtschaft. Industrielle Führungskräfte in der Stahl- und der Textilbranche der SBZ/DDR (1945–1958). de Gruyter Oldenbourg, Berlin 2015.
- Europäische Leinenregionen im Wandel. Institutionelle Weichenstellungen in Schlesien und Irland (1750–1850). Böhlau, Köln 2006.
- Sozialfürsorge in der SBZ, DDR 1945–1953. Ursachen, Ausmaß und Bewältigung der Nachkriegsarmut. Steiner, Stuttgart 1998.